# 以色列大屠杀纪念馆：保存历史 保证未来
《以色列大屠杀纪念馆：保存历史 保证未来》（英語：Yad Vashem: Preserving the Past to Ensure the Future）是Ray Errol Fox于1989年拍摄的一部短纪录片。这部纪录片获得了奥斯卡最佳纪录片奖提名。